# Incident de Gleiwitz
L'incident de Gleiwitz (alemany: Überfall auf den Sender Gleiwitz; polonès: Prowokacja gliwicka), també conegut com a Operació Himmler, és el nom donat a l'operació dirigida per Alfred Helmut Naujocks, sota les ordres de Reinhard Heydrich, pensada com a casus belli per a justificar la invasió de Polònia per l'Alemanya nazi sense prèvia declaració de guerra el 31 d'agost de 1939. Va ser el més important dels 21 incidents diplomàtics invocats per Adolf Hitler en la seva intervenció al Reichstag per a justificar la invasió.
L'operació va consistir en un atac de tropes alemanyes amb uniforme polonès a l'emissora de ràdio fronterera alemanya de Gleiwitz, per a després difondre un missatge on s'animava la minoria polonesa de Silèsia a prendre les armes contra Adolf Hitler. Com a "prova" de l'atac, els nazis van assassinar i van vestir amb uniformes polonesos alguns presoners de camps de concentració.
Aquest pretext de la propaganda nazi va ser inútil, ja que ni França ni el Regne Unit ho van acceptar, van declarar la guerra a Alemanya després de la invasió de Polònia de 1939, i va començar així la Segona Guerra Mundial.